# Gustave Girrane
Gustave Girrane (ou Girrane, né Benoist Joannès Gustave Garnier le 13 mai 1865 à Lyon et mort le 10 avril 1922 dans la même ville) est un dessinateur, journaliste et inventeur lyonnais,.
Il est reporter et chroniqueur pour le quotidien régional Le Progrès et son supplément Le Progrès illustré durant quinze ans,.
Ses dessins constituent un témoignage historique visuel important du Lyon de la fin du XIXe siècle et du début du XXe. Le fonds Girrane, constitué entre autres de notes manuscrites, dessins, gravures du dessinateur, est classé par la ville de Lyon.